# Saint-Barthélemy-de-Bellegarde
Pour les articles homonymes, voir Saint-Barthélemy et Bellegarde.
Saint-Barthélemy-de-Bellegarde est une commune française située dans le département de la Dordogne, en région Nouvelle-Aquitaine.

## Géographie

### Généralités
Dans l'ouest du département de la Dordogne, la commune de Saint-Barthélemy-de-Bellegarde est implantée dans la forêt de la Double. Son territoire, parsemé de nombreux étangs et traversé par la Duche, est en grande partie forestier. C'est une commune rurale qui fait partie de l'aire d'attraction de Montpon-Ménestérol, zonage d’étude défini par l'Insee, qui a remplacé en 2020 l'aire urbaine de Montpon-Ménestérol qui n'incluait pas la commune.
Au croisement des routes départementales 12, 40 et 708 (l'ancienne route nationale 708), le bourg de Saint-Barthélemy-de-Bellegarde est implanté sur une hauteur. Il se situe, en distances orthodromiques, neuf kilomètres au nord-nord-est de Montpon-Ménestérol et treize kilomètres à l'ouest-nord-ouest de Mussidan.

### Communes limitrophes
Saint-Barthélemy-de-Bellegarde est limitrophe de six autres communes.
| Servanches              |                                | Échourgnac               |
| Eygurande-et-Gardedeuil | Saint-Barthélemy-de-Bellegarde | Saint-Michel-de-Double   |
| Montpon-Ménestérol      |                                | Saint-Laurent-des-Hommes |

### Géologie et relief

#### Géologie
Situé sur la plaque nord du Bassin aquitain et bordé à son extrémité nord-est par une frange du Massif central, le département de la Dordogne présente une grande diversité géologique. Les terrains sont disposés en profondeur en strates régulières, témoins d'une sédimentation sur cette ancienne plate-forme marine. Le département peut ainsi être découpé sur le plan géologique en quatre gradins différenciés selon leur âge géologique. Saint-Barthélemy-de-Bellegarde est située dans le quatrième gradin à partir du nord-est, un plateau formé de dépôts siliceux-gréseux et de calcaires lacustres de l'ère tertiaire.
Les couches affleurantes sur le territoire communal sont constituées de formations superficielles du Quaternaire et de roches sédimentaires datant du Cénozoïque. La formation la plus ancienne, notée e5-6, est la formation de Guizengeard supérieur (Lutétien supérieur à Bartonien supérieur continental). La formation la plus récente, notée CF, fait partie des formations superficielles de type colluvions indifférenciées sablo-argileuses et argilo-sableuses. Le descriptif de ces couches est détaillé dans  la feuille « no 781 - Montpon-Ménestérol » de la carte géologique au 1/50 000 de la France métropolitaine, et sa notice associée.

Carte géologique de Saint-Barthélemy-de-Bellegarde.

#### Relief et paysages

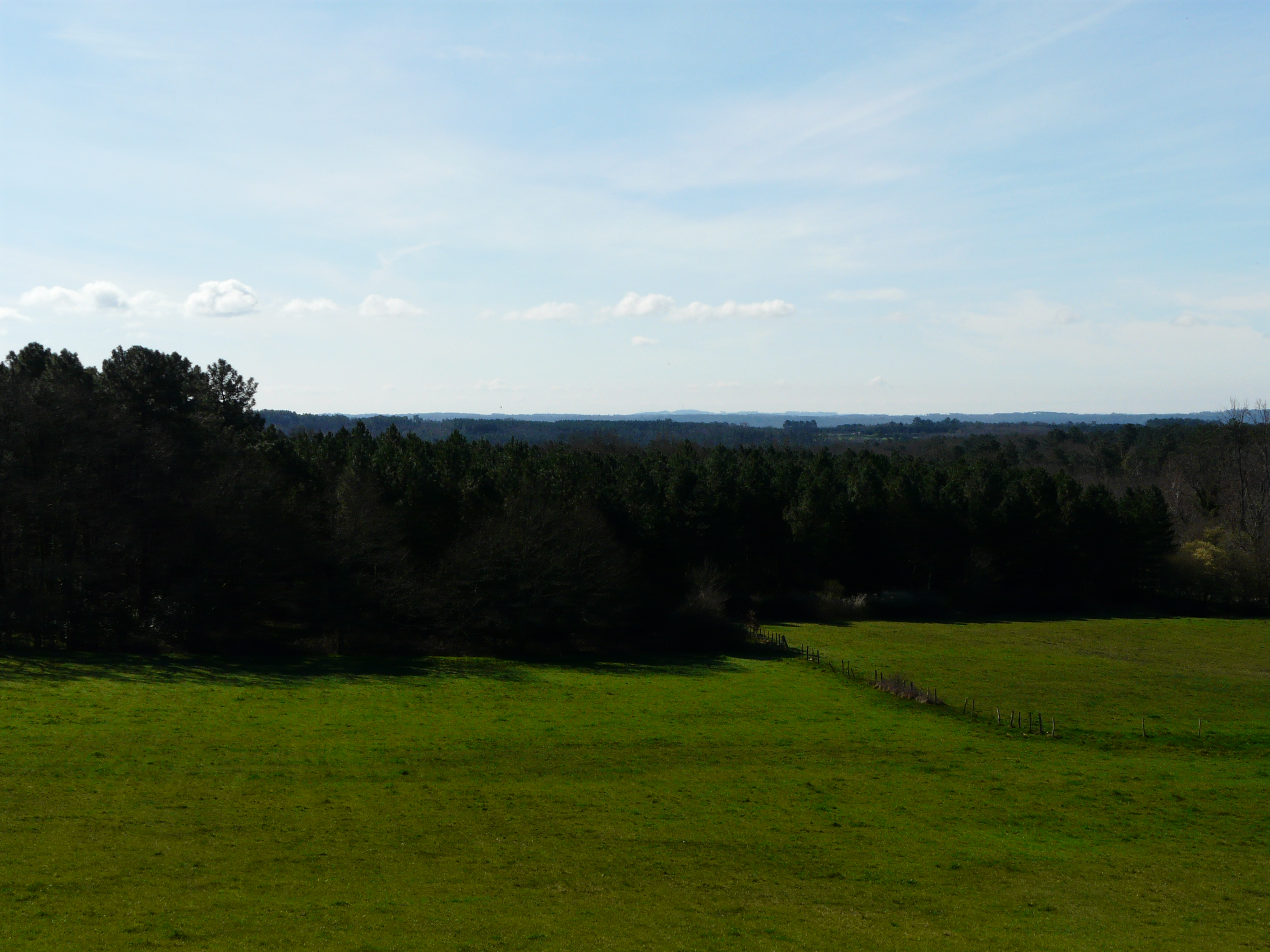
La forêt de la Double au sud du bourg de Saint-Barthélemy-de-Bellegarde.

Le département de la Dordogne se présente comme un vaste plateau incliné du nord-est (491 m, à la forêt de Vieillecour dans le Nontronnais, à Saint-Pierre-de-Frugie) au sud-ouest (2 m à Lamothe-Montravel). L'altitude du territoire communal varie quant à elle entre 42 mètres au sud-ouest, au lieu-dit le Gravet, là où la Duche quitte la commune et entre sur celle de Montpon-Ménestérol, et 126 mètres au niveau du château d'eau du bourg de Saint-Barthélemy-de-Bellegarde.
Dans le cadre de la Convention européenne du paysage entrée en vigueur en France le 1er juillet 2006, renforcée par la loi du 8 août 2016 pour la reconquête de la biodiversité, de la nature et des paysages, un atlas des paysages de la Dordogne a été élaboré sous maîtrise d’ouvrage de l’État et publié en octobre 2020. Les paysages du département s'organisent en huit unités paysagères,. La commune fait partie de la Double, au sein de l'unité de paysage « La Double et le Landais », deux plateaux ondulés, dont la pente générale descend de l'est vers l'ouest. À l'est, les altitudes atteignent ainsi les 200 m pour les plus élevées (233 m au sud de Tocane-Saint-Apre). Vers l'ouest, le relief s’adoucit et les altitudes maximales culminent autour des 100 mètres. Les paysages sont forestiers aux horizons limités, avec peu de repères, ponctués de clairières agricoles habitées.
La superficie cadastrale de la commune publiée par l'Insee, qui sert de référence dans toutes les statistiques, est de 33,12 km2,,. La superficie géographique, issue de la BD Topo, composante du Référentiel à grande échelle produit par l'IGN, est quant à elle de 33,27 km2.

### Hydrographie

#### Réseau hydrographique

Réseaux hydrographique et routier de Saint-Barthélemy-de-Bellegarde.

La commune est située dans le bassin de la Dordogne au sein du Bassin Adour-Garonne. Elle est drainée par la Duche, la Petite Duche, le ruisseau de Babiol, le ruisseau de la Cigale, le ruisseau de Belair, le ruisseau de la Forêt et par divers petits cours d'eau, qui constituent un réseau hydrographique de 40 km de longueur totale,.
La Duche, d'une longueur totale de 24,59 km, prend sa source dans la commune d'Échourgnac et se jette dans l'Isle en rive droite en limite de Montpon-Ménestérol et du Pizou, face à Ménesplet,. Elle traverse la commune du nord-ouest au sud-ouest sur neuf kilomètres et demi, lui servant de limite naturelle sur près de deux kilomètres et demi en deux tronçons, face à Servanches et Montpon-Ménestérol.
La Petite Duche, d'une longueur totale de 16,48 km, prend sa source dans la commune de Servanches et se jette dans la Duche en rive droite, en limite de Montpon-Ménestérol et d'Eygurande-et-Gardedeuil,. Elle borde le territoire communal à l'ouest sur plus de 800 mètres face à Eygurande-et-Gardedeuil.
Autre affluent de la Duche mais en rive gauche, le ruisseau de la Forêt baigne la commune sur près de deux kilomètres et demi dont un kilomètre marque la limite territoriale au nord, face à Échourgnac.
Autre affluent de rive droite de la Dordogne, le Babiol sert de limite au sud-est sur deux kilomètres, face à Saint-Laurent-des-Hommes.
Affluent de rive droite du Farganaud et sous-affluent de l'Isle, le ruisseau de la Cigale borde la commune à l'est sur deux kilomètres, face à Saint-Michel-de-Double. Son affluent de rive droite le ruisseau de Belair prend sa source 850 mètres à l'est du centre-bourg et arrose l'est du territoire communal sur plus d'un kilomètre et demi.

#### Gestion et qualité des eaux
Le territoire communal est couvert par le schéma d'aménagement et de gestion des eaux (SAGE) « Isle - Dronne ». Ce document de planification, dont le territoire regroupe les bassins versants de l'Isle et de la Dronne, d'une superficie de 7 500 km2, a été approuvé le 2 août 2021. La structure porteuse de l'élaboration et de la mise en œuvre est l'établissement public territorial de bassin de la Dordogne (EPIDOR). Il définit sur son territoire les objectifs généraux d’utilisation, de mise en valeur et de protection quantitative et qualitative des ressources en eau superficielle et souterraine, en respect des objectifs de qualité définis dans le troisième SDAGE  du Bassin Adour-Garonne qui couvre la période 2022-2027, approuvé le 10 mars 2022.
La qualité des eaux de baignade et des cours d’eau peut être consultée sur un site dédié géré par les agences de l’eau et l’Agence française pour la biodiversité.

### Climat
Pour des articles plus généraux, voir Climat de la Nouvelle-Aquitaine et Climat de la Dordogne.
Historiquement, la commune est exposée à un climat océanique aquitain.  
En 2020, Météo-France publie une typologie des climats de la France métropolitaine dans laquelle la commune est exposée à un climat océanique et est dans la région climatique  Aquitaine, Gascogne, caractérisée par une pluviométrie abondante au printemps, modérée en automne, un faible ensoleillement au printemps, un été chaud (19,5 °C), des vents faibles, des brouillards fréquents en automne et en hiver et des orages fréquents en été (15 à 20 jours).
Pour la période 1971-2000, la température annuelle moyenne est de 12,7 °C, avec  une amplitude thermique annuelle de 14,8 °C. Le cumul annuel moyen de précipitations est de 866 mm, avec 11,4 jours de précipitations en janvier et 6,9 jours en juillet. Pour la période 1991-2020, la température moyenne annuelle observée sur la station météorologique la plus proche, située sur la commune de Saint Aulaye-Puymangou à 15 km à vol d'oiseau, est de 13,0 °C et le cumul annuel moyen de précipitations est de 854,8 mm,. Pour l'avenir, les paramètres climatiques de la commune estimés pour 2050 selon différents scénarios d’émission de gaz à effet de serre sont consultables sur un site dédié publié par Météo-France en novembre 2022.

### Milieux naturels et biodiversité
Deux affluents de l'Isle, le Babiol qui marque la limite sud-est du territoire communal et la Duche qui, avec son affluent le ruisseau de la Forêt, irrigue la partie ouest de la commune, font partie, des vallées de la Double, considérées comme site important par le réseau Natura 2000 pour la conservation d'espèces animales européennes menacées. On peut y trouver notamment la cistude d'Europe (Emis orbicularis), l'écrevisse à pattes blanches (Austropotamobius pallipes), la loutre (Lutra lutra), le vison d'Europe (Mustela lutreola), le chabot commun (Cottus gobio) ou encore la lamproie de Planer (Lampetra planeri).

## Urbanisme

### Typologie
Au 1er janvier 2024, Saint-Barthélemy-de-Bellegarde est catégorisée commune rurale à habitat très dispersé, selon la nouvelle grille communale de densité à 7 niveaux définie par l'Insee en 2022.
Elle est située hors unité urbaine. Par ailleurs la commune fait partie de l'aire d'attraction de Montpon-Ménestérol, dont elle est une commune de la couronne,. Cette aire, qui regroupe 13 communes, est catégorisée dans les aires de moins de 50 000 habitants,.

### Occupation des sols
L'occupation des sols de la commune, telle qu'elle ressort de la base de données européenne d’occupation biophysique des sols Corine Land Cover (CLC), est marquée par l'importance des forêts et milieux semi-naturels (68 % en 2018), en augmentation par rapport à 1990 (62,6 %). La répartition détaillée en 2018 est la suivante : 
forêts (62,8 %), zones agricoles hétérogènes (18,6 %), prairies (10,4 %), milieux à végétation arbustive et/ou herbacée (5,2 %), terres arables (3,1 %). L'évolution de l’occupation des sols de la commune et de ses infrastructures peut être observée sur les différentes représentations cartographiques du territoire : la carte de Cassini (XVIIIe siècle), la carte d'état-major (1820-1866) et les cartes ou photos aériennes de l'IGN pour la période actuelle (1950 à aujourd'hui).

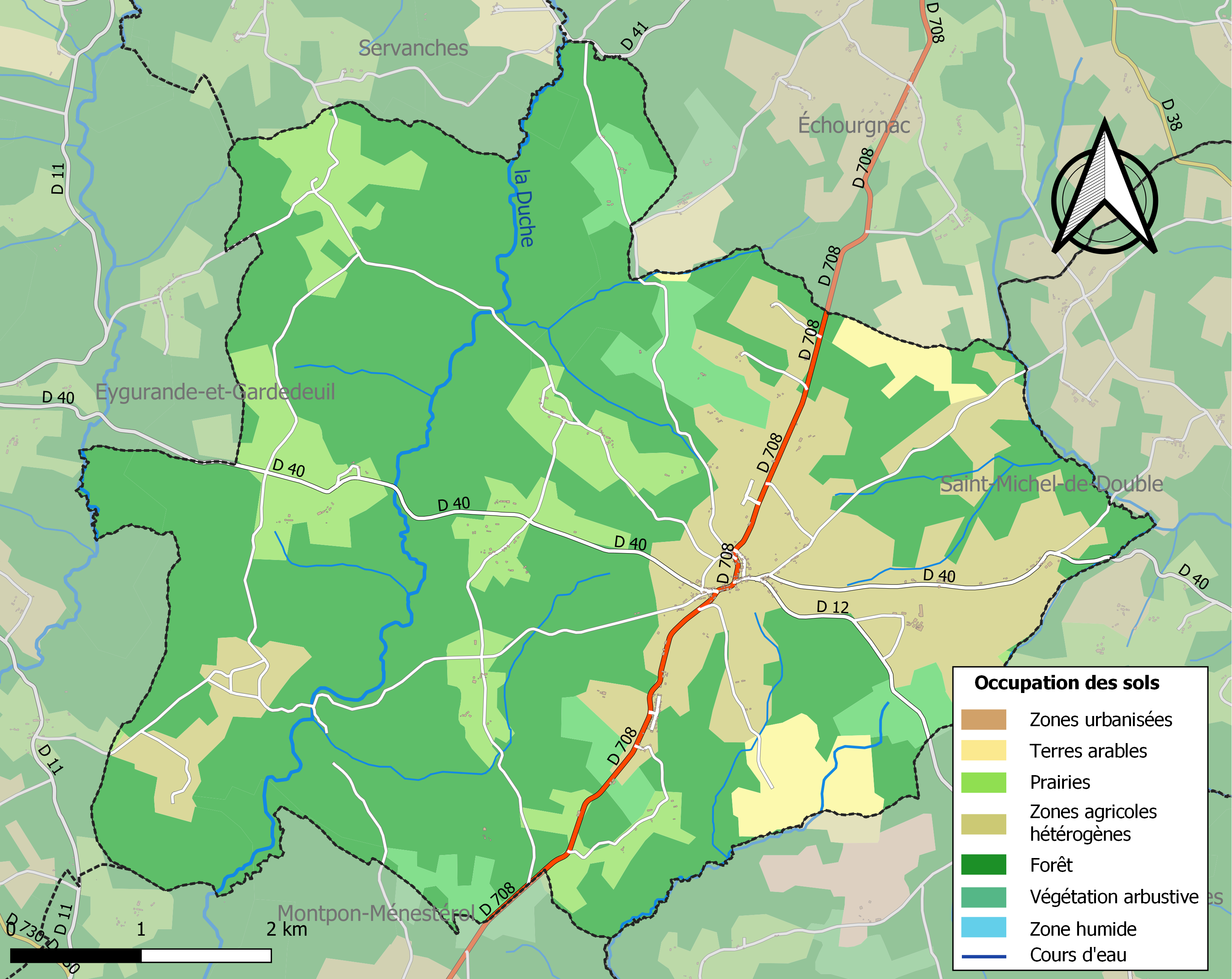
Carte des infrastructures et de l'occupation des sols de la commune en 2018 (CLC).

### Prévention des risques
Le territoire de la commune de Saint-Barthélemy-de-Bellegarde est vulnérable à différents aléas naturels : météorologiques (tempête, orage, neige, grand froid, canicule ou sécheresse), feux de forêts, mouvements de terrains et séisme (sismicité très faible). Un site publié par le BRGM permet d'évaluer simplement et rapidement les risques d'un bien localisé soit par son adresse soit par le numéro de sa parcelle.
Saint-Barthélemy-de-Bellegarde est exposée au risque de feu de forêt. L’arrêté préfectoral du 14 mars 2013 fixe les conditions de pratique des incinérations et de brûlage dans un objectif de réduire le risque de départs d’incendie. À ce titre, des périodes sont déterminées : interdiction totale du 15 février au 15 mai et du 15 juin au 15 octobre, utilisation réglementée du 16 mai au 14 juin et du 16 octobre au 14 février. En septembre 2020, un plan inter-départemental de protection des forêts contre les incendies (PidPFCI) a été adopté pour la période 2019-2029,.

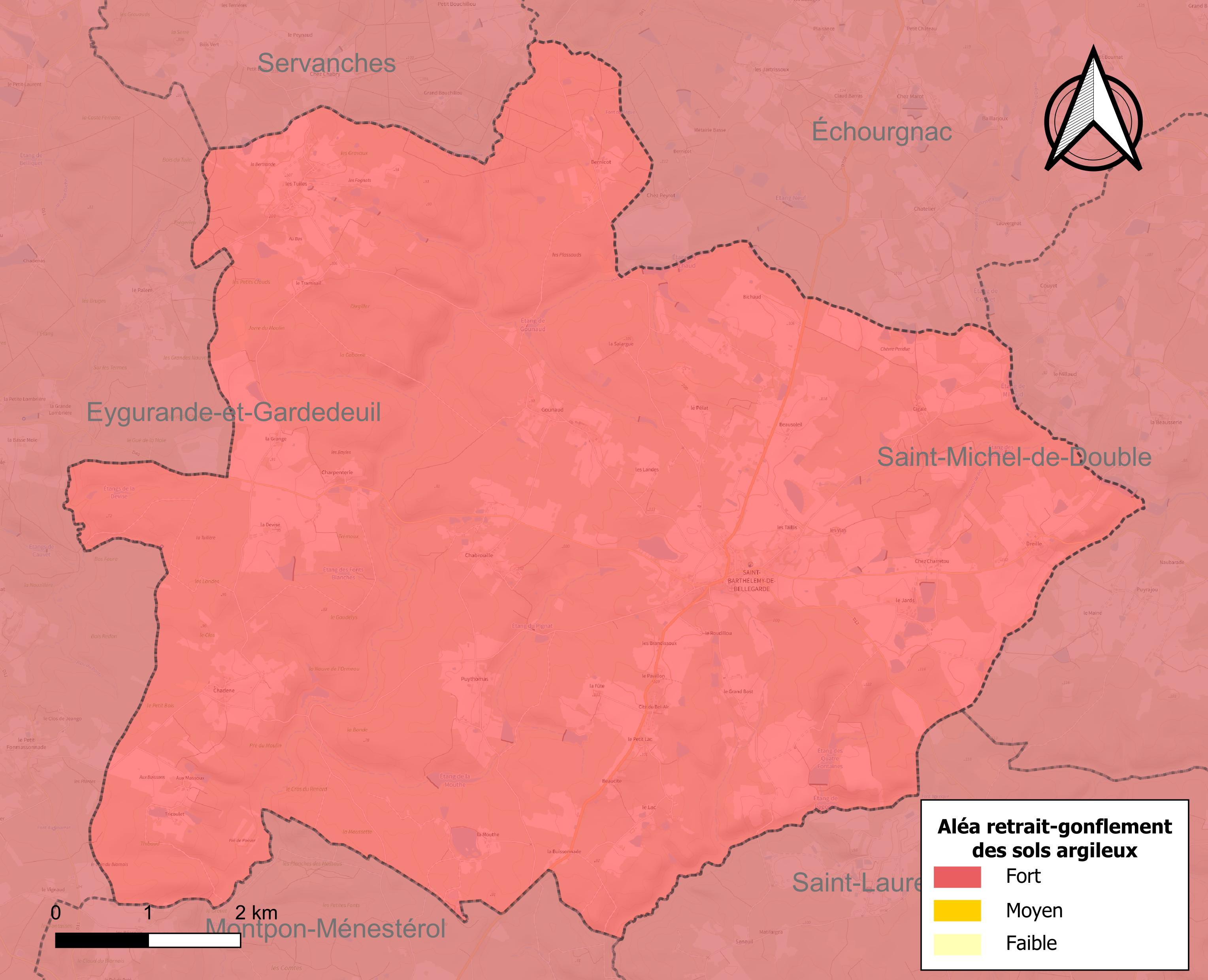
Carte des zones d'aléa retrait-gonflement des sols argileux de Saint-Barthélemy-de-Bellegarde.

Les mouvements de terrains susceptibles de se produire sur la commune sont des tassements différentiels. Le retrait-gonflement des sols argileux est susceptible d'engendrer des dommages importants aux bâtiments en cas d’alternance de périodes de sécheresse et de pluie. La totalité de la commune est en aléa moyen ou fort (58,6 % au niveau départemental et 48,5 % au niveau national métropolitain). Depuis le 1er octobre 2020, en application de la loi ÉLAN, différentes contraintes s'imposent aux vendeurs, maîtres d'ouvrages ou constructeurs de biens situés dans une zone classée en aléa moyen ou fort,.
La commune a été reconnue en état de catastrophe naturelle au titre des dommages causés par les inondations et coulées de boue survenues en 1982, 1983, 1999 et 2003, par la sécheresse en 1989, 1991, 1995, 1997 et 2005 et par des mouvements de terrain en 1999.

## Toponymie
En occitan, la commune porte le nom de Sent Bertomiu de Belagarda.

## Histoire
Saint-Barthélemy-de-Bellegarde est au départ une bastide anglaise fondée en 1316.
Son ancien nom était Saint-Barthélemy-de-Double.

## Politique et administration

### Administration municipale
La population de la commune étant comprise entre 500 et 1 499 habitants au recensement de 2017, quinze conseillers municipaux ont été élus en 2020,.

### Liste des maires
| Période                                  | Période   | Identité         | Étiquette   | Qualité                              |
| ---------------------------------------- | --------- | ---------------- | ----------- | ------------------------------------ |
| Les données manquantes sont à compléter. |           |                  |             |                                      |
| ?                                        | 1941      | M. Chabaneix     | ?           | Révoqué par le Gouvernement de Vichy |
|                                          |           |                  |             |                                      |
| avant 1995                               | 1995      | René Lachaud     |             |                                      |
| 1995                                     | mars 2008 | Maurice Ruelle   |             |                                      |
| mars 2008 (réélue en mai 2020)           | En cours  | Brigitte Cabirol | SE puis DVD | Secrétaire                           |

## Équipements et services publics

### Justice
Dans le domaine judiciaire, Saint-Barthélemy-de-Bellegarde relève : 
- du tribunal judiciaire, du tribunal pour enfants, du conseil de prud'hommes et du tribunal de commerce de Périgueux ;
- du pôle Nationalité du tribunal judiciaire de Périgueux (compétent uniquement dans le domaine de la nationalité) ;
- de la cour d'appel, du tribunal administratif et de la  cour administrative d'appel de Bordeaux.

## Population et société

### Démographie
L'évolution du nombre d'habitants est connue à travers les recensements de la population effectués dans la commune depuis 1793. Pour les communes de moins de 10 000 habitants, une enquête de recensement portant sur toute la population est réalisée tous les cinq ans, les populations de référence des années intermédiaires étant quant à elles estimées par interpolation ou extrapolation. Pour la commune, le premier recensement exhaustif entrant dans le cadre du nouveau dispositif a été réalisé en 2004.

En 2022, la commune comptait 506 habitants, en évolution de −1,75 % par rapport à 2016 (Dordogne : +0,37 %, France hors Mayotte : +2,11 %).
| 1793 | 1800 | 1806 | 1821 | 1831 | 1836 | 1841 | 1846 | 1851 |
| ---- | ---- | ---- | ---- | ---- | ---- | ---- | ---- | ---- |
| 700  | 791  | 711  | 694  | 928  | 834  | 808  | 877  | 895  |

| 1856 | 1861 | 1866 | 1872 | 1876 | 1881 | 1886 | 1891 | 1896 |
| ---- | ---- | ---- | ---- | ---- | ---- | ---- | ---- | ---- |
| 849  | 848  | 909  | 900  | 907  | 951  | 964  | 894  | 854  |

| 1901 | 1906 | 1911 | 1921 | 1926 | 1931 | 1936 | 1946 | 1954 |
| ---- | ---- | ---- | ---- | ---- | ---- | ---- | ---- | ---- |
| 828  | 840  | 760  | 691  | 670  | 628  | 620  | 570  | 484  |

| 1962 | 1968 | 1975 | 1982 | 1990 | 1999 | 2004 | 2006 | 2009 |
| ---- | ---- | ---- | ---- | ---- | ---- | ---- | ---- | ---- |
| 484  | 372  | 401  | 451  | 408  | 464  | 491  | 497  | 516  |

| 2014 | 2019 | 2022 | - | - | - | - | - | - |
| ---- | ---- | ---- | - | - | - | - | - | - |
| 510  | 484  | 506  | - | - | - | - | - | - |

## Économie

### Emploi
En 2015, parmi la population communale comprise entre 15 et 64 ans, les actifs représentent 222 personnes, soit 43,1 % de la population municipale. Le nombre de chômeurs (trente-trois) a légèrement diminué par rapport à 2010 (trente-quatre) et le taux de chômage de cette population active s'établit à 14,9 %.

### Établissements
Au 31 décembre 2015, la commune compte 51 établissements, dont vingt-deux au niveau des commerces, transports ou services, onze dans l'agriculture, la sylviculture ou la pêche, dix dans la construction, cinq relatifs au secteur administratif, à l'enseignement, à la santé ou à l'action sociale, et trois dans l'industrie.

## Culture locale et patrimoine

### Lieux et monuments
- Château de la Devize, XVIIe siècle
- Église Saint-Barthélemy, reconstruite au XIXe siècle. Le clocher, détruit lors de la tempête de 1999, a été reconstruit à l'identique. Lors de la dispersion du mobilier de la chartreuse de Vauclaire à Montpon-Ménestérol, deux objets inscrits en 1977 au titre des monuments historiques, ont été rapatriés dans l'église Saint-Barthélemy : un tabernacle en noyer datant de 1734[59] et un tableau représentant l'Annonciation, datant du XVIIe siècle dont le cadre date également de 1734[60]. En outre, l'église recèle deux statues du XVIIe siècle en bois, également inscrites à la même date au titre des monuments historiques, représentant saint Barthélemy[61] et saint Louis[62].

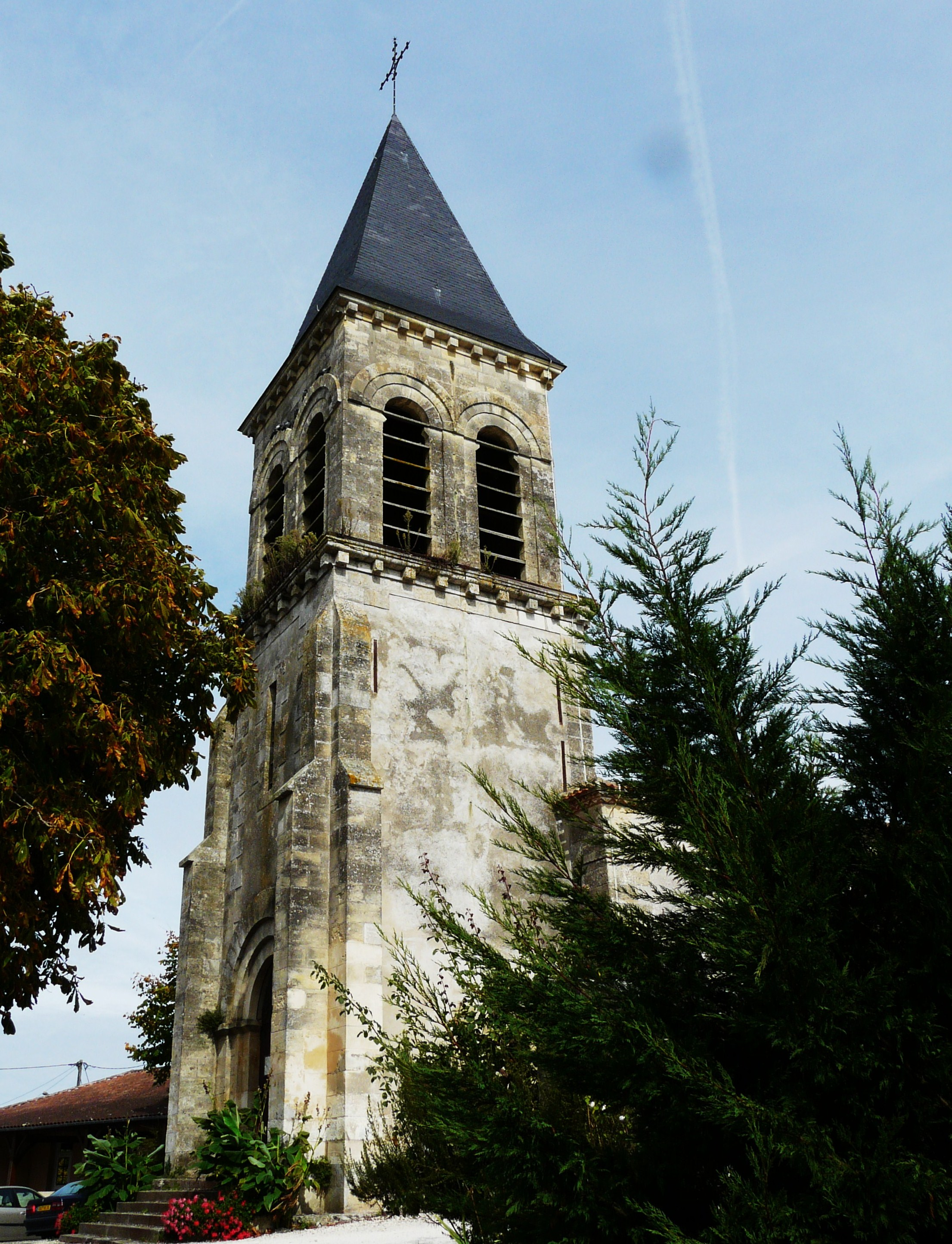
L'église Saint-Barthélemy.
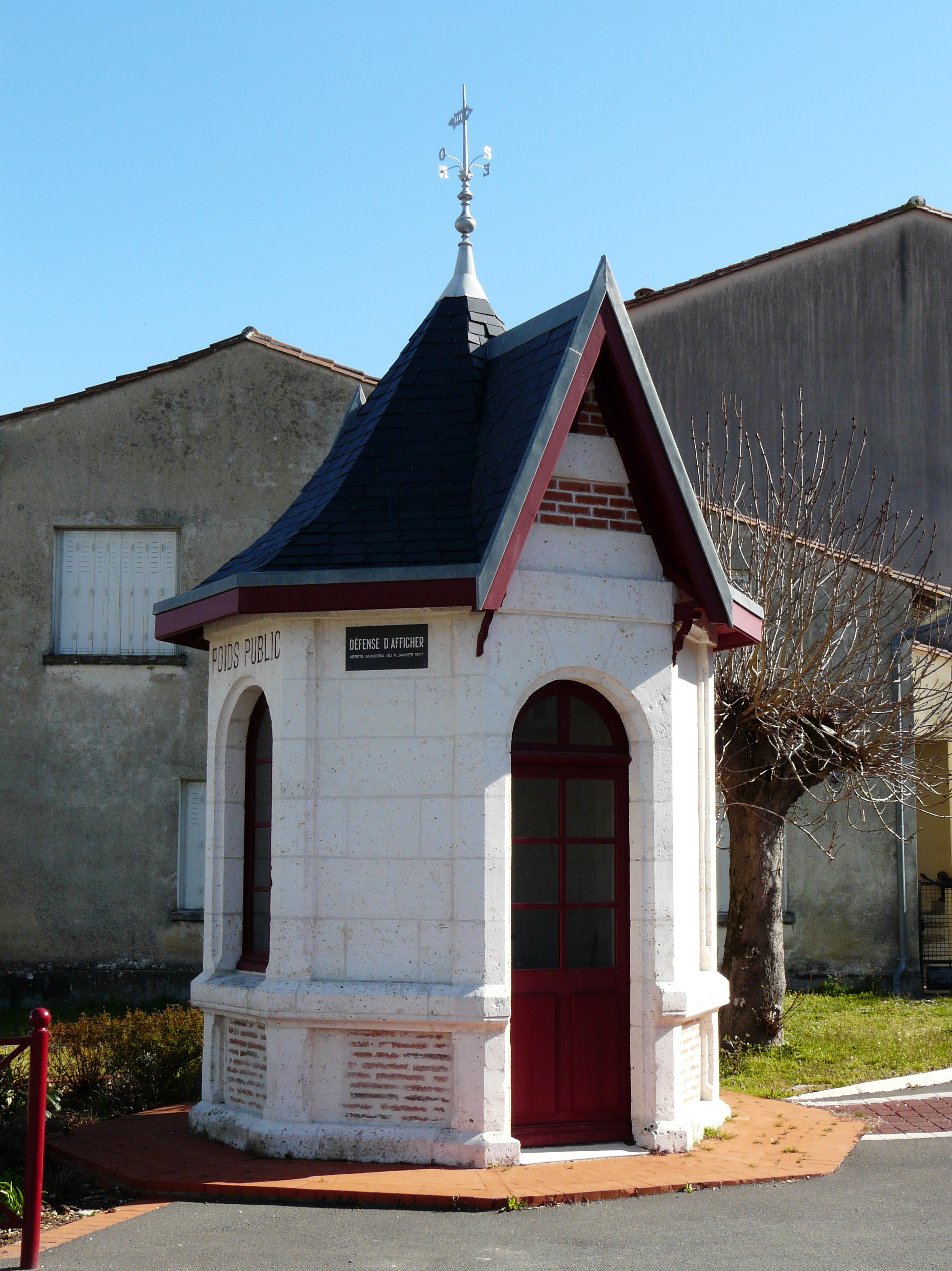
L'ancienne guérite du poids public.

## Pour approfondir